# Токійський трибунал

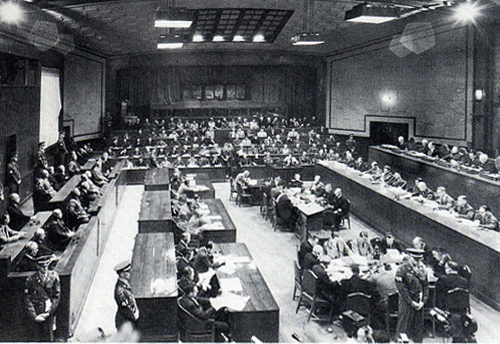
Зал засідань Токійського трибуналу

Міжнародний воєнний трибунал для Далекого Сходу, також відомий як Токійський процес — суд над японськими воєнними злочинцями, що проходив у Токіо з 3 травня 1946 року по 12 листопада 1948. Він був тривалішим, аніж Нюрнберзький. Токійський процес проходив 2 роки, 5 місяців і 9 днів. Обвинувальний висновок у справі 28 головних японських воєнних злочинців було складено від імені США, Китаю, Великої Британії, СРСР, Австралії, Канади, Франції, Нової Зеландії, Нідерландів, Індії та Філіппін. Він мав 53 пункти. Висновок містив звинувачення в злочинах проти миру відповідно до ст. 5 Статуту трибуналу.

## Історія
Міжнародний воєнний трибунал для Далекого Сходу був утворений 19 січня 1946 року в Токіо (Японія) в результаті переговорів між союзними урядами. На трибуналі були представлені 11 держав: СРСР, США, Китай, Велика Британія, Австралія, Канада, Франція, Нідерланди, Нова Зеландія, Індія і Філіппіни.
США були активні у вирішенні питання Японії, але питання Хіросіми і Нагасакі не зачіпали, адже це могло призвести до конфлікту.
У ході процесу було проведено 818 відкритих судових засідань і 131 засідання у суддівській кімнаті; трибунал ухвалив 4356 документальних доказів і 1194 свідчення свідків (з яких 419 були заслухані безпосередньо трибуналом).

## Обвинувачення
В обвинувальному акті було сформульовано 55 пунктів, що містять загальні обвинувачення всіх підсудних і винність кожного окремо. Всі пункти обвинувачення були об'єднані у три групи: перша — Злочини проти миру (1-36 пункти); друга — вбивства (37-52 пункти); третя — злочини проти звичаїв війни і злочини проти людяності (53-55 пункти).

## Обвинувачувані
За участь у підготовці та розв'язанні агресивної війни, за здійснення масового знищення мирного населення в окупованих країнах і полонених та інші злочини семи найбільшим злочинцям було винесено смертний вирок, 16 — довічне ув'язнення. Серед страчених були колишні прем'єр-міністри Японії (Хіроту, Тодзіо, Хірануму, Койсо), 11 ексміністрів, 2 послів, 8 воєначальників та ін.
Двоє підсудних померли під час судового процесу, один визнаний через хворобу неосудним. Вирок щодо засуджених до смертної кари було виконано в ніч на 23.ХІІ 1948.